# ロビン・シュルツ
ロビン・シュルツ（Robin Schlotz、1992年 -）は、ドイツ出身のボーイソプラノ歌手。テルツ少年合唱団で2004年ごろまでソプラノの首席ソリストを勤めた。
ロビンはテルツ少年合唱団において伝統となっている保護者や後援者のためのコンサートで、モーツァルトの歌劇魔笛の夜の女王のアリアを歌った映像が公開され、プロの女性ソプラノ歌手に比べれば少々難はあるものの、難曲といわれるその曲をボーイソプラノで歌いきった姿が人々の驚嘆を呼び起こした。
2005年11月に変声期を迎えた。